# Adessium Foundation
Die Adessium Foundation ist eine humanitäre Stiftung mit Sitz in Reeuwijk.
Die Stiftung wurde 2005 vom Rohstoffhändler Gerard van Vliet und dessen Familie mit dem Erlös aus dem Verkauf seiner Investmentfirma gegründet und spendet etwa 18 Millionen Euro pro Jahr (2017).

## Förderungen
Im Jahr 2018 unterstützte die Adessium Foundation Projekte mit insgesamt 17,359 Millionen €. Lediglich 8 % der Mittel gingen ins außereuropäische Ausland, der Rest teilte sich zu etwa gleichen Teilen in Projekte in den Niederlanden und der übrigen Europäischen Union auf.
Die Stiftung engagiert sich neben Mensch/Natur und Sozialen Initiativen auch im Medienbereich, gehört dabei zu den Förderern des Internationalen Netzwerks investigativer Journalisten (ICIJ), finanziert mit anderen das Correctiv Portal und gehört mit 15 anderen Stiftungen zu den Gründern der Civitates Finanzierungsgesellschaft, die als „Initiative für Demokratie und Solidarität in Europa“ gegründet wurde.